# Abasgadży Magomiedow
Abasgadży Muchtarowicz Magomiedow (ros. Абасгаджи Мухтарович Магомедов; ur. 15 marca 1998) – rosyjski zapaśnik, dagestańskiego pochodzenia, startujący w stylu wolnym. Triumfator mistrzostw świata w 2021 i drugi w 2023 roku. 
Mistrz Europy w 2021 i 2024. Wygrał indywidualny Puchar Świata w 2020. Mistrz Europy U-23 w 2019. Mistrz świata juniorów w 2018, Europy w 2016. Wicemistrz świata kadetów w 2015. Mistrz Rosji w 2020, 2021, 2022 i 2023; drugi w 2024 roku.